# MTV Movie Awards 2008
Die MTV Movie Awards 2008 fanden am 1. Juni im Gibson Amphitheatre in Universal City statt. Durch die Veranstaltung führte erstmals Mike Myers. Adam Sandler gewann den MTV Generations Award. Am Tag vor der Verleihung brach etwa 500 Meter entfernt auf dem Ausstellungs- und Erlebnisgelände ein Brand aus, die MTV Movie Awards waren jedoch nicht betroffen und fanden wie gewohnt statt.

## Musikauftritte
- Coldplay (Viva la vida)
- Pussycat Dolls (When I grow up)
- Chris Brown (Tanz zur Eröffnung mit Mike Myers)
- Usher
- Adam Sandler

## Präsentatoren
- Jack Black
- Steve Carell
- Johnny Depp
- Robert Downey Jr.
- Megan Fox
- James Franco
- Brendan Fraser
- Anne Hathaway
- Jennifer Hudson
- Lindsay Lohan
- Danny R. McBride
- Seth Rogen
- Mark Wahlberg
- Rumer Willis
- Will Ferrell
- Dwayne Johnson
- Katharine McPhee
- Edward Norton
- Emma Stone
- Liv Tyler

## Gewinner und Nominierungen

### Bester Film
Transformers
- Das Vermächtnis des geheimen Buches (National Treasure: Book of Secrets)
- I Am Legend
- Juno
- Pirates of the Caribbean – Am Ende der Welt (Pirates of the Caribbean: At World's End)
- Superbad

### Bester Schauspieler
Will Smith – I Am Legend
- Michael Cera – Juno
- Matt Damon – Das Bourne Ultimatum (The Bourne Ultimatum)
- Shia LaBeouf – Transformers
- Denzel Washington – American Gangster

### Beste Schauspielerin
Elliot Page – Juno
- Amy Adams – Verwünscht (Enchanted)
- Jessica Biel – Chuck und Larry – Wie Feuer und Flamme (I Now Pronounce You Chuck & Larry)
- Katherine Heigl – Beim ersten Mal (Knocked Up)
- Keira Knightley – Pirates of the Caribbean – Am Ende der Welt (Pirates of the Caribbean: At World's End)

### Bester Newcomer
Zac Efron – Hairspray
- Nikki Blonsky – Hairspray
- Chris Brown – This Christmas
- Michael Cera – Superbad
- Megan Fox – Transformers
- Jonah Hill – Superbad
- Christopher Mintz-Plasse – Superbad
- Seth Rogen – Beim ersten Mal (Knocked Up)

### Bester Comedy-Darsteller
Johnny Depp – Pirates of the Caribbean – Am Ende der Welt (Pirates of the Caribbean: At World's End) 
- Amy Adams – Verwünscht (Enchanted)
- Jonah Hill – Superbad
- Seth Rogen – Beim ersten Mal (Knocked Up)
- Adam Sandler – Chuck und Larry – Wie Feuer und Flamme (I Now Pronounce You Chuck & Larry)

### Bester Filmkuss
Briana Evigan & Robert Hoffman – Step Up to the Streets (Step Up 2 the Streets) 
- Amy Adams & Patrick Dempsey – Verwünscht (Enchanted)
- Michael Cera & Elliot Page – Juno
- Shia LaBeouf & Sarah Roemer – Disturbia
- Katie Leung & Daniel Radcliffe – Harry Potter und der Orden des Phönix (Harry Potter and the Order of the Phoenix)

### Bester Filmschurke
- Johnny Depp – Sweeney Todd – Der teuflische Barbier aus der Fleet Street (Sweeney Todd: The Demon Barber of Fleet Street)

- Javier Bardem – No Country for Old Men
- Topher Grace – Spider-Man 3
- Angelina Jolie – Die Legende von Beowulf (Beowulf)
- Denzel Washington – American Gangster

### Beste Kampfszene
Sean Faris vs. Cam Gigandet – The Fighters (Never Back Down) 
- „Alien“ vs. „Predator“ – Aliens vs. Predator 2 (Alien vs. Predator: Requiem)
- Joey Anash vs. Matt Damon – Das Bourne Ultimatum (The Bourne Ultimatum)
- Jamie Bell vs. Hayden Christensen – Jumper
- Jackie Chan & Chris Tucker vs. Sun Ming Ming – Rush Hour 3
- James Franco vs. Tobey Maguire – Spider-Man 3

### Bisher bester Sommerfilm
Iron Man
- Die Chroniken von Narnia: Prinz Kaspian von Narnia (The Chronicles of Narnia: Prince Caspian)
- Indiana Jones und das Königreich des Kristallschädels (Indiana Jones and the Kingdom of the Crystal Skull)
- Sex and the City – Der Film (Sex and the City: The Movie)
- Speed Racer